# 馬托拉 (莫桑比克)
馬托拉（葡萄牙語：Matola）是東非國家莫桑比克的城市，由馬普托省負責管轄，位於該國南部首都馬普托以西12公里，是該國最大的工業區，市內有煉油廠，2010年人口估計約757,753。